# Dörnbergpalais

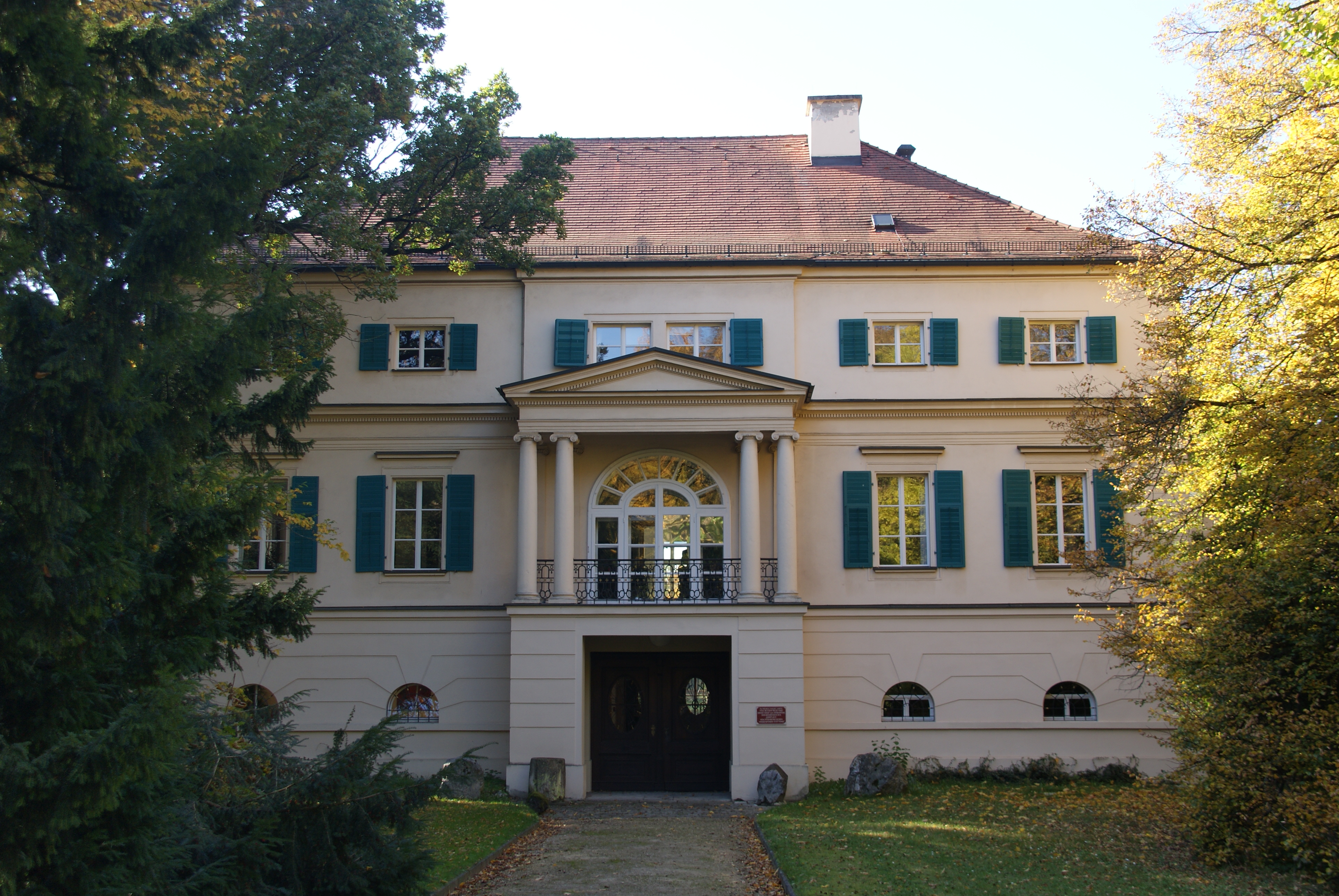
Dörnbergpalais

Das Dörnbergpalais (Kumpfmühler Straße Nr. 2) liegt umgeben vom Dörnbergpark im südwestlichen Bereich der Altstadt von Regensburg an der Ausfallstraße zum Vorort Kumpfmühl. Die Anlage ist unter der Aktennummer D-3-62-000-687 als denkmalgeschütztes Baudenkmal von Regensburg verzeichnet. 

## Geschichte
In Regensburg wurde nach 1799 um die südliche Altstadt herum die Fürst-Anselm-Allee angelegt. Am südlichen Rande dieses Grüngürtels begannen nach 1800 Bürger und auch Diplomaten am Immerwährenden Reichstag Gartengrundstücke zu kaufen und Gartenvillen zu bauen. Am westlichen Rand der Allee, an der dort beginnenden Landstraße nach Augsburg und München – der heutigen Kumpfmühlerstraße – lag der sogenannte Schereracker. Dieses Grundstück wurde vom jüdischen Bankier und Hoffaktor der Fürsten von Thurn und Taxis, Philipp Reichenberger aufgekauft und hier entstand zwischen 1804 und 1806 das heutige Dörnbergpalais. Architekt war Emanuel Herigoyen, der in Regensburg bereits andere Gebäude (Thon-Dittmer-Palais, Stadttheater Regensburg, Württembergisches Palais) errichtet hatte. Ausführung und Bauleitung hatte der Thurn und Taxissche Baudirektor Joseph Sorg übernommen.
Von der Witwe Reichenbergers kam die Anlage 1823 an den Großhändler Ludwig Paul von Axter. Dieser verkaufte 1832 seinen Besitz an Ernst Friedrich von Dörnberg (siehe auch Dörnberg (Adelsgeschlecht)), einen Schwager des Fürsten Maximilian Karl von Thurn und Taxis. Graf Ernst Friedrich von Dörnberg ließ 1834 die beiden Seitenflügel des Palais vergrößern und mit Korridoren an das Hauptgebäude anschließen, um das Gebäude für seine erkrankte Schwester Wilhelmine Fürstin von Thurn und Taxis besser nutzbar zu machen.
Der unverheiratet gebliebene Sohn des Grafen Ernst Friedrich, der Graf Ernst von Dörnberg lebte nach dem Tod seines Vaters († 1878) sehr zurückgezogen in dem Palais. Durch wirtschaftliches Geschick brachte er ein hohes Vermögen zusammen. Er überließ das Vermögen nach seinem Tod der Gräflich von Dörnberg’schen Waisenfonds-Stiftung, die noch aktiv ist.

## Baubeschreibung
Das Palais ist eine dreiteilige Anlage mit einem Mittelbau und zwei ursprünglich freistehenden Seitenflügeln, die früher als Remisen genutzt wurden. Ein kleiner Portikus an der Schaufront hat die Form eines Altans. Vier ionische Säulen tragen das Gebälk und einen Dreiecksgiebel. Das Erdgeschoss ist als Sockelgeschoss mit niedrigen Halbrundfenstern ausgebildet. In der Beletage befindet sich eine große Rundbogentür zum Altan. Die Fenster sind mit geraden Dachungen und Fensterläden versehen. Ein kräftiges Gesims schließt nach oben die Beletage zum Mezzanin ab. Das Palais ist vom Dörnbergpark umgeben.

## Heutige Nutzung
In dem Palais ist die Kanzlei der Rechtsanwälte Schenk, Dr. Münch und Schulz sowie die Gerresheimer Regensburg GmbH untergebracht.